# 블랜타이어현

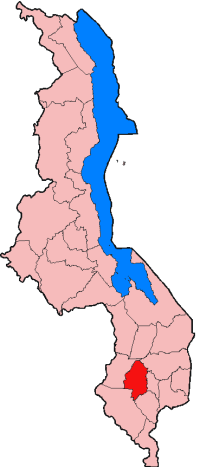
블랜타이어 현

블랜타이어현(Blantyre District)는 말라위 남부 주에 위치한 현으로, 현도는 블랜타이어이며 면적은 2,012km2, 인구는 809,397명이다. 음완자 현과 좀바 현, 치라줄루 현, 티올로 현, 치콰와 현과 인접해 있다.